# Flagge Liberias
Die Flagge Liberias wurde am 26. Juli 1847 als Nationalflagge eingeführt. Die liberianische Flagge weht auf etwa 1600 Schiffen weltweit als Billigflagge. Die Einnahmen für die Registrierung dieser Schiffe bilden einen wichtigen Teil des liberianischen Staatshaushalts.
Offizieller Flaggentag in Liberia ist der 26. August.

## Beschreibung und Bedeutung
Die liberianische Flagge besteht aus sechs roten und fünf weißen waagerechten Streifen. Darüber liegt in der linken oberen Ecke (Gösch) ein quadratisches, fünf Streifen hohes blaues Feld, in dem sich zentriert ein fünfzackiger weißer Stern befindet. Der Stern wird im Flaggengesetz nur als „groß“ bezeichnet, ohne eine genaue Größe anzugeben.
Die elf Streifen sollen die elf Unterzeichner der liberianischen Unabhängigkeitserklärung symbolisieren. Die rote Farbe steht für Mut, die weiße für moralische Stärke. Der weiße Stern repräsentiert die wiedergewonnene Freiheit der ehemaligen Sklaven, das blaue Quadrat das afrikanische Heimatland und dokumentiert, dass bei Staatsgründung Liberia die erste unabhängige westlich geprägte Republik in Afrika war.

## Geschichte

Flagge Liberias von 1827 bis 1847

Die Flagge Liberias ähnelt stark der Flagge der USA. Grund dafür sind die historischen Verbindungen zu den Vereinigten Staaten. Liberia wurde von den Amerikanern als neue Heimat für freigelassene Sklaven gegründet, die hier angesiedelt wurden. Zunächst war das Land amerikanische Kolonie und führte ab 1827 eine eigene Flagge.
In ihrer ursprünglichen Form enthielt die Flagge Liberias anstelle des einen Sterns ein Kreuz und hatte entsprechend dem amerikanischen Vorbild 13 Streifen. Diese Flagge wurde auch von Schiffen der Kolonie verwendet. Als 1845 eines dieser Schiffe durch die Briten beschlagnahmt wurde, weil diese die Flagge nicht anerkannten, entschied man sich, der Kolonie die Unabhängigkeit zu gewähren, um dieser Flagge internationale Geltung zu geben. Die Unabhängigkeit trat am 26. Juli 1847 in Kraft. Mit ihr erhielt auch die Nationalflagge ihr heutiges Aussehen. Die Flagge wurde von einem aus sieben Frauen bestehenden Komitee entworfen und hergestellt.
Im Jahr 1906 wurde über eine deutliche Veränderung der Fahne nachgedacht, Farbe und Anordnung der Streifen sollten geändert werden, auch die Hintergrundfarbe des Sternes stand zur Disposition, die Änderung wurde aber verworfen.

## Subnationale Flaggen
Die Counties Liberias verfügen über eigene Flaggen mit sehr unterschiedlichem Aussehen. Allen gemeinsam ist die liberianische Nationalflagge in der Gösch der Flagge.

Bomi County
Bong County
Gbarpolu County
Grand Bassa County
Grand Cape Mount County
Grand Gedeh County
Grand Kru County
Lofa County
Margibi County
Maryland County
Montserrado County
Nimba County
River Cess County
River Gee County
Sinoe County